# Paraphytus hindu
Paraphytus hindu är en skalbaggsart som beskrevs av Gilbert John Arrow 1913. Paraphytus hindu ingår i släktet Paraphytus och familjen bladhorningar. Inga underarter finns listade i Catalogue of Life.